# Kisvárda FC
A Kisvárda-Master Good Kisvárda labdarúgócsapata, mely jelenleg Kisvárda Master Good néven a magyar elsőosztályban szerepel. A klubot 1911-ben hozták létre KSE (Kisvárdai Sport Egyesület) néven, azóta szerepelt Kisvárda Vasas, Kisvárda SE, OSE-Várda és Várda SE néven is.
A Kisvárda-Master Good hazai mérkőzéseit Kisvárdán, a 2018. augusztus 11-én, a Ferencváros elleni mérkőzésen átadott Várkerti Stadionban játssza.

## Története
A klubot 1911. november 8-án alapította Kisvárda Sport Egylet (KSE) néven a helyi állomásfőnök, községi tisztviselő, táblabíró, elemi iskolai tanító és telekkönyv-vezető. Kisvárda község vezetői a vásártér melletti pályát térítésmentesen a klubnak adományozták, míg a település kereskedői jelentős anyagi támogatást nyújtottak. A Spartacus SE segítségével 1953-ban megépült a Várkerti Sporttelep is.
A klub többnyire a megyei osztályokban illetve a harmadosztályban szerepelt, az 1978-79-es szezont azonban a második vonalban töltötte a KSE, amikor is háromszor 20 csapat alkotta az NBII-t.
A klub a 2000/2001-es idény telén anyagi gondok miatt megszűnt, pedig ekkor vezette az NB III Tisza csoportjának táblázatát. A 2003/2004-es idényben aztán az orosi labdarúgócsapat megyei másodosztályú licencét megvásárolva OSE-Várda néven éledt újjá a kisvárdai labdarúgás. A klub vezetősége és a támogatók célja a klub újjáépítése és legalább a stabil NB III-as tagság kivívása volt. A klub később már Várda SE néven szerepelt, a fejlődés töretlen volt és a csapat a 2007-2008-as idényben már az NBIII Tisza csoportjában szerepelt, ahol újoncként a második helyen sikerült végeznie.
A 2008/2009-es idényben aztán súlyos csapás érte a Várda SE-t. Adminisztratív hibák, egy játékos jogosulatlan szerepeltetése miatt a klubot 22 pontos levonással sújtották, emiatt kiesőhelyre csúszott vissza a tabellán és a 2009/10-es idényt ismét a megyei első osztályban töltötte, ahol csupán a 10. helyet tudta megszerezni, így nem sikerült azonnal visszajutnia.
A 2010/11-es idényt aztán bajnokként zárta a Várda SE és ismét feljutott az NBIII Tisza csoportjába. A csapat 2011/12-es idényben újoncként megnyerte az NBIII-at, de infrastrukturális és pénzügyi okokból ekkor még nem vállalta a másodosztályt.
A klub a 2012/13-as idényben ismét bajnok lett és az ekkor zajló átalakítások miatt osztályozó lejátszására kényszerült. 2013. június 8-án Kisvárdán mintegy 3000 ember előtt fogadta a Szeged 2011 együttesét, ahol 1-1-es döntetlent ért el, majd egy héttel később a visszavágón 0-3 arányban győzött Szegeden és ezzel története során másodszor kvalifikálta magát a Nemzeti Bajnokság második vonalába
A feljutás után átalakult a klub. A csapat neve Várda SE-ről Kisvárda FC-re változott, ezzel egyidejűleg lecserélésre került az addig használt Várda SE címer és egy címerpályázat után elkészült az immáron NBII-es csapat új címere. Az utánpótlás csapatok azonban Várda SE Kisvárda néven továbbra is a régi címer és név alatt működtek tovább. A Kisvárda második NBII-es idényében végig harcban volt a bennmaradásért, ismét megrendezésre került a Szabolcs megyei derbi, Nyíregyházán 5000, Kisvárdán körülbelül 2500 néző előtt mindkétszer a Nyíregyháza Spartacus FC csapata győzött 1-0 arányban. A csapat azonban a Cegléddel szemben kiélezett végjátékban pontazonossággal, az egymás elleni eredmény miatt búcsúzott az NBII-től. A csapat hivatalos neve 2014. januárjától Kisvárda Master Good.
A 2014/15-ös szezont az NBIII Keleti csoportjában töltötte a klub, a Magyar Kupában azonban története legjobb szereplésével a legjobb 8 közé verekedte magát, a negyeddöntőben végül a Szolnoki MÁV FC állította meg.
Miután a 2016/17-es szezonban az utolsó fordulóban, a Balmazújvárostól elszenvedett vereséget követően lemaradtak az élvonalbeli szereplésről, a 2017/18-as szezon végén a bajnok MTK Budapest mögött második helyen végezve története során először feljutott a csapat a magyar élvonalba.
A feljutást követően a 2018/19-es idényben 9., 2019/20-as szezonban a 8., 2020/21-es szezont pedig az 5. helyen zártak.
Történetük legjobb eredményét a 2021/22-es szezonban érték el, miután megszerezték az ezüstérmet a bajnokságban.
A 2023-24-es szezonban a 11. helyen végzett, így kiesett a másodosztályba a klub. 

## Stadionja

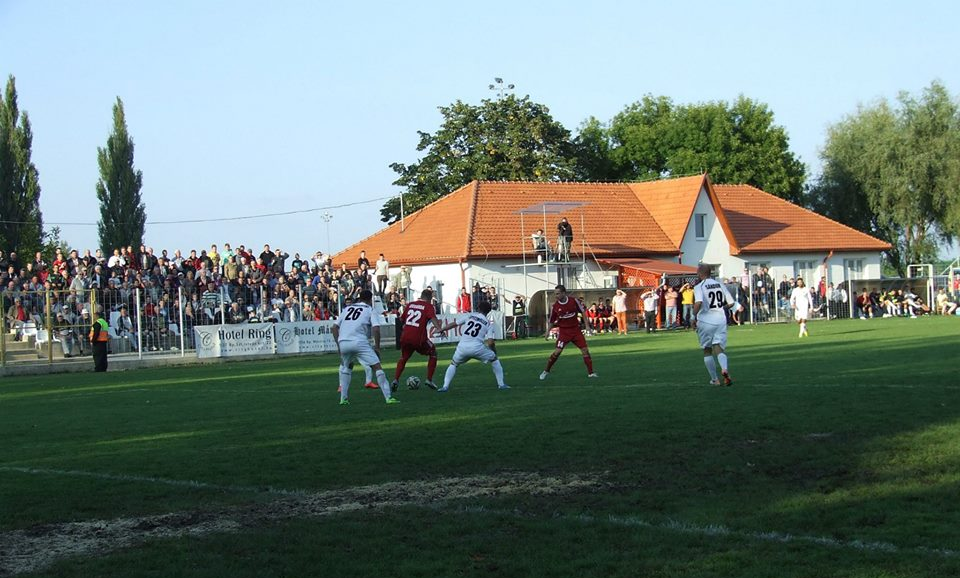
A Várkerti Sportpálya

A Kisvárda Master Good hazai mérkőzéseit Kisvárdán, a Várkerti Sporttelep centerpályáján játssza. 
A sporttelepen a centerpálya mellett egy darab nagyméretű MLSZ szabványok szerint épült műfüves edzőpálya, egy darab nagyméretű füves edzőpálya és egy kisméretű műfüves edzőpálya is található.
A régi pálya
A játéktér természetes füves borítású, nem rendelkezett sem öntözőrendszerrel sem pedig vízelvezető rendszerrel. A pálya elektronikus eredményjelzővel ellátott, villanyvilágítás azonban nem volt kiépítve. A Várkerti Sportpálya befogadóképessége 2124 fő, 624 ülőhely és 1500 állóhely található a játéktér körül. A vendégek számára elkülönített szektor áll rendelkezésre a nyugati kapu mögött, körülbelül 130 ülőhellyel.
A kisvárdai vár hadászati jelentősége a kuruc szabadságharc után elhanyagolható volt, ezért a 18. századtól állapota rohamosan romlott. A várromot már a 19. században parkkal vették körül és különböző szabadtéri programoknak adott otthont. A ma is használatos centerpálya 1954-ben került kialakításra, azóta játssza itt hazai mérkőzéseket Kisvárda futballcsapata. A pálya különlegessége, hogy az egykori külső várfalon belül került kialakításra.[forrás?]
Új pálya
2016-ban mutatták be a Kisvárda új stadionjának látványterveit.
Az új stadiont 2018-ban adták át, amely UEFA III-as kategóriájú. 2750 fedett ülőhely van, szükség esetén 5000 férőhelyesre bővíthető, villanyvilágítással is rendelkezik.

## Játékoskeret
2024. február 17. szerint.
A vastaggal jelzett játékosok felnőtt válogatottsággal rendelkeznek.
A dőlttel jelzett játékosok kölcsönben szerepelnek a klubnál.
*A második csapatban is pályára lépő játékosok.
Az érték oszlopban szereplő , , és = jelek azt mutatják, hogy a Transfermarkt legutóbbi adatfrissítése előtti állapothoz képest mennyit  nőtt, csökkent a játékos értéke, vagy ha nem változott, akkor azt az = jel mutatja.
| Mezszám                | Név                 | Nemzetiség       | Születési hely       | Születési idő (kor)            | Korábbi csapat           | Érték (€)          | Szerződés lejárta |
| Kapusok                | Kapusok             | Kapusok          | Kapusok              | Kapusok                        | Kapusok                  | Kapusok            | Kapusok           |
| ---------------------- | ------------------- | ---------------- | -------------------- | ------------------------------ | ------------------------ | ------------------ | ----------------- |
| 1                      | Kovács Marcell      | magyar           | Nyíregyháza          | 2003. február 9. (22 éves)     | Ferencváros TC II        | 225 000 ( 75 000)  | Nem publikus      |
| 12                     | Borisz Ponomarenko* | ukrán · magyar   | Ukrajna, ?           | 2006. szeptember 14. (18 éves) | Utánpótlásból került fel | -                  | Nem publikus      |
| 30                     | Danijel Petković    | montenegrói      | Kotor                | 1993. május 25. (32 éves)      | Angers SCO               | 350 000 ( 50 000)  | 2024.06.30.       |
| Védők                  |                     |                  |                      |                                |                          |                    |                   |
| 3                      | Aleksandar Jovičić  | bosnyák          | Banja Luka           | 1995. július 18. (30 éves)     | HNK Gorica               | 500 000 ( 100 000) | 2025.06.30.       |
| 4                      | Bernardo Matic      | CRO              | Sinj                 | 1994. július 27. (30 éves)     | Ordabaszi Simkent FK     | 400 000 ( 100 000) | 2024.06.30.       |
| 14                     | Branimir Cipetić    | bosnyák · CRO    | Split                | 1995. május 24. (30 éves)      | NK Lokomotiva Zagreb     | 450 000 (=)        | Nem publikus      |
| 18                     | Körmendi Kevin*     | magyar           | Zalaegerszeg         | 2001. június 30. (24 éves)     | Puskás Akadémia FC II    | 125 000 ( 25 000)  | 2024.06.30.       |
| 19                     | Enes Alić           | bosnyák          | Szarajevó            | 1999. szeptember 3. (25 éves)  | NK Domžale               | 300 000 (=)        | 2026.06.30.       |
| 22                     | Artur Kozacsuk*     | magyar · ukrán   | Ukrajna, ?           | 2005. március 23. (20 éves)    | Utánpótlásból került fel | -                  | Nem publikus      |
| 23                     | Széles Imre         | magyar           | Győr                 | 1995. november 30. (29 éves)   | Gyirmót FC Győr          | 300 000 (=)        | 2025.06.30.       |
| 24                     | Dominik Kovačić     | CRO              | Zágráb               | 1994. január 5. (31 éves)      | FC U Craiova 1948        | 350 000 ( 100 000) | 2024.06.30.       |
| 42                     | Lippai Tibor*       | magyar           | Kisvárda             | 1997. december 24. (27 éves)   | Kazincbarcikai SC        | 50 000 (=)         | Nem publikus      |
| 44                     | Raúl Stefan*        | spanyol · magyar | Madrid               | 2004. június 11. (21 éves)     | Getafe CF U19            | 100 000 ( 100 000) | Nem publikus      |
| Középpályások          |                     |                  |                      |                                |                          |                    |                   |
| 5                      | Boban Nikolov       | macedón          | Stip                 | 1994. július 28. (30 éves)     | FCSB                     | 300 000 ( 100 000) | 2024.06.30.       |
| 6                      | Ötvös Bence         | magyar           | Nyíregyháza          | 1998. március 13. (27 éves)    | Nyíregyháza Spartacus FC | 350 000 (=)        | 2024.06.30.       |
| 8                      | Bohdan Melnik       | ukrán · magyar   | Volodimir-Volinszkij | 1997. január 4. (28 éves)      | FK Vorszkla Poltava      | 350 000 ( 50 000)  | 2024.06.30.       |
| 9                      | Rafał Makowski      | POL              | Varsó                | 1996. augusztus 5. (28 éves)   | WKS Śląsk Wrocław        | 400 000 ( 100 000) | 2024.12.31.       |
| 11                     | Lucas               | magyar · brazil  | Cornélio Procópio    | 1989. május 6. (36 éves)       | FK BODVA                 | 150 000 ( 50 000)  | 2024.06.30.       |
| 41                     | Bíró Roland*        | magyar           | Nyíregyháza          | 2003. május 30. (22 éves)      | Utánpótlásból került fel | 50 000 ( 25 000)   | 2025.06.30.       |
| 55                     | Nazar Ponomarenko*  | ukrán · magyar   | Ukrajna, ?           | 2005. március 26. (20 éves)    | Utánpótlásból került fel | 10 000 ( 10 000)   | Nem publikus      |
| Támadók                |                     |                  |                      |                                |                          |                    |                   |
| 7                      | Driton Camaj        | MNE · albán      | Podgorica            | 1997. március 7. (28 éves)     | FK Iskra Danilovgrad     | 450 000 ( 100 000) | 2024.12.31.       |
| 10                     | Wellington Nem      | brazil           | Rio de Janeiro       | 1992. február 6. (33 éves)     | EC Vitória               | 500 000 (=)        | Nem publikus      |
| 17                     | Balogh Norbert      | magyar           | Hajdúböszörmény      | 1996. február 21. (29 éves)    | FC DAC 1904              | 200 000 (=)        | 2024.06.30.       |
| 20                     | Jaroslav Navrátil   | cseh             | Hustopeče            | 1991. december 30. (33 éves)   | Go Ahead Eagles          | 250 000 ( 50 000)  | 2024.06.30.       |
| 21                     | Andrija Filipovic   | CRO              | Fiume                | 1997. április 18. (28 éves)    | Aktöbe FK                | 400 000 ( 50 000)  | 2025.06.30.       |
| 27                     | Jasmin Mešanović    | bosnyák          | Tuzla                | 1992. január 6. (33 éves)      | FK Sarajevo              | 400 000 ( 100 000) | 2025.06.30.       |
| 40                     | Mario Ilievski      | macedón          | Szkopje              | 2002. április 24. (23 éves)    | Septemvri Sofia          | 350 000 (=)        | 2025.06.30.       |
| 97                     | Miloš Spasić        | szerb            | Pirot                | 1997. július 29. (27 éves)     | FK Radnik Surdulica      | 250 000 ( 100 000) | 2025.12.31.       |
| Kölcsönadott játékosok |                     |                  |                      |                                |                          |                    |                   |
| Név                    | Poszt               | Nemzetiség       | Születési hely       | Születési idő (kor)            | Kölcsönben itt           | Érték (€)          | Kölcsön lejárta   |
| Szőr Levente           | középpályás         | magyar           | Kisvárda             | 2001. január 14. (24 éves)     | Tiszakécskei LC          | 50 000 (=)         | 2024.06.30.       |
| Czérna Erik            | középpályás         | magyar           | Kisvárda             | 2003. május 7. (22 éves)       | Budafoki MTE             | 50 000 ( 50 000)   | 2024.06.30.       |
| Heles Jaroszlav        | támadó              | ukrán · magyar   | Ukrajna, ?           | 2004. július 20. (21 éves)     | Szentlőrinc SE           | 50 000 (=)         | 2024.06.30.       |
| Vida Kristopher        | támadó              | magyar           | Budapest             | 1995. június 23. (30 éves)     | Nyíregyháza Spartacus FC | 200 000 ( 50 000)  | 2024.06.30.       |
| Czékus Ádám            | támadó              | magyar · szerb   | Verbász              | 2003. február 1. (22 éves)     | Tiszakécskei LC          | 125 000 (=)        | 2024.06.30.       |

## Szakmai stáb
2024. január 8. szerint.
| Sportigazgató                    | Révész Attila        |
| Akadémiai igazgató               | Révész Attila        |
| Szakmai igazgató                 | Szentes Lázár        |
| Klubmenedzser                    | Forrás Zoltán        |
| Vezetőedző                       | Feczkó Tamás         |
| Másodedző                        | Márton István        |
| Másodedző                        | Ifj. Szilvási Zoltán |
| Erőnléti edző                    | Dudás Dániel         |
| Kapusedző                        | Sandro Tomic         |
| Technikai vezető-asszisztensedző | Oláh Gergő           |
| Rehabilitációs edző-masszőr      | Nagy István          |

## Eredmények
- NB I
  -  Ezüstérmes (1): 2021–22
- NB II
  -  Bajnok (1): 2024–25
  -  Ezüstérmes (1): 2017–18
  -  Bronzérmes (1): 2016–17
- NB III (Tisza/Keleti csoport)
  -  Bajnok (3): 2011–12, 2012–13, 2014–15
  -  Ezüstérmes (1): 2007–08

### Az első osztályban
| #   | 2018–19 | 2019–20 | 2020–21 | 2021–22 | 2022–23 | 2023–24 | 2025–26 |
| --- | ------- | ------- | ------- | ------- | ------- | ------- | ------- |
| 1.  |         |         |         |         |         |         |         |
| 2.  |         |         |         |         |         |         |         |
| 3.  |         |         |         |         |         |         |         |
| 4.  |         |         |         |         |         |         |         |
| 5.  |         |         |         |         |         |         |         |
| 6.  |         |         |         |         |         |         |         |
| 7.  |         |         |         |         |         |         |         |
| 8.  |         |         |         |         |         |         |         |
| 9.  |         |         |         |         |         |         |         |
| 10. |         |         |         |         |         |         |         |
| 11. |         |         |         |         |         |         |         |
| 12. |         |         |         |         |         |         |         |

## Nemzetközi szereplések
Az eredmények minden esetben a Kisvárda szemszögéből értendőek, a dőlten írt mérkőzéseket pályaválasztóként játszotta.
| Szezon  | Bajnokság             | Forduló         | Ellenfél         | 1. mérk. | 2. mérk. | Össz. |
| ------- | --------------------- | --------------- | ---------------- | -------- | -------- | ----- |
| 2022-23 | UEFA Konferencia Liga | 2. selejtezőkör | Kajrat Almati FK | 1–0      | 1–0      | 2–0   |
| 2022-23 | UEFA Konferencia Liga | 3. selejtezőkör | Molde FK         | 0–3      | 2–1      | 2–4   |

## Híres játékosok
- Herdi Prenga
- Jasir Asani
- Jasmin Mešanović
- Janisz Karabeljov
- Felipe
- Sassá
- Patrick Mevoungou
- Marek Střeštík
- Cseri Tamás
- Vermes Krisztián
- Vida Kristopher
- Driton Camaj
- Claudiu Bumba
- Gheorghe Grozav
- Iasmin Latovlevici
- Brana Ilić
- Anton Sinder
- Artem Milevszkij